# Église Sainte-Marie-Madeleine de Celles-sur-Ource
L'église Sainte-Marie-Madeleine est une église située à Celles-sur-Ource dans l'Aube, en France.

## Description
Cette église est du XVIe siècle, construite sur un plan de croix latine ; les collatéraux sont datés du XVIIe siècle. Elle possède une abside à cinq pans, des transepts à une travée et elle est voûtée.

## Localisation
L'église est située sur la commune de Celles-sur-Ource, dans le département français de l'Aube.

## Historique
L'église est dédiée à sainte Marie-Madeleine. Elle était succursale de Merrey qui faisait donc partie du doyenné de Bar-sur-Seine.